# Souleymane Bamba
Souleymane (Sol) Bamba (Ivry-sur-Seine, 13 januari 1985 – Manisa, 31 augustus 2024) was een Ivoriaans voetballer en voetbaltrainer. Hij speelde tussen 2008 en 2014 in het Ivoriaans voetbalelftal. 

## Carrière
Bamba werd op zijn veertiende opgenomen in de jeugdopleiding van Paris Saint-Germain. Hij stroomde er in 2004 door naar de senioren, waarna hij één competitieduel voor het eerste team speelde.
In juli 2006 kwam Bamba onder de aandacht van de toenmalige manager van Dunfermline Athletic, Jim Leishman. Tijdens een testperiode speelde hij in de voorbereiding op het nieuwe seizoen mee in een vriendschappelijke wedstrijd tegen Osasuna. Dunfermline bood hem vervolgens een contract aan. In het seizoen 2006-2007 degradeerde de club naar de First Division. Bamba kampte het seizoen in 2007-2008 regelmatig met blessures. Het jaar daarop vertrok Bamba naar Hibernian FC, op dat moment actief in de Scottish Premiership. Hier dwong hij meteen een basisplaats af.
Bamba tekende in augustus 2014 een driejarig contract bij US Palermo, dat hem transfervrij overnam van Trabzonspor. De club verhuurde hem een half jaar later aan Leeds United, dan actief in de Championship. Hier tekende hij in juni 2015 vervolgens een definitief contract tot medio 2017, met een optie voor nog een seizoen.

### Ziekte en overlijden
In januari 2021 werd bekend dat Bamba een zeldzame vorm van lymfeklierkanker had. Hij meldde enkele maanden later dat hij kankervrij was. In augustus 2024 overleed Bamba op 39-jarige leeftijd in het ziekenhuis. Hij was in Manisa vanwege een uitwedstrijd met zijn team Adanaspor, waar hij recentelijk was aangesteld als hoofdtrainer, toen hij voor de wedstrijd ziek werd.